# Ревах, Зеэв
Зеэв Нахум Ревах (ивр. זאב רווח‎; 15 августа 1940, Рабат, Французское Марокко — 18 января 2025, Рамат-Ган, Израиль) — израильский актёр, продюсер, сценарист. Играл в театре в спектаклях «Идиотка», «Три ангела», «Сглазила!», «Фигаро», «Полицейский» и других. Играл в лучших израильских комедиях: «Бильярд», «Леон», «Только сегодня», «Ошибка по номеру», «Только сегодня 2» и других.

## Биография
Зеэв Ревах родился в Марокко, переехал в Израиль в 8 лет. Он служил солдатом в Силах обороны Израиля, затем изучал актёрское искусство в Тель-Авиве, в театральной школе «Бейт Цви».
Израильская газета Haaretz описывала фильмы Реваха как «израильский жанр комических мелодрам… основанных на этнических стереотипах, которые процветали в Израиле в 1960-х и 1970-х».
В 2005 году, по результатам опроса израильского сайта новостей Ynet Зеэв Ревах занял 14 место в списке «200 самых выдающихся израильтян всех времен».
Умер 18 января 2025 года в своём доме в Рамат-Гане в возрасте 84 лет.

## Фильмография (неполный список)

### Актёр
- 1974 — Чарли ва-Хеци — Сассон
- 1975 — Хагига ба-Снукер — Ханука
- 1996 — В поисках приключений — капитан судна
- 2014 — Мита Това — Иехезкель

### Режиссёр
- 1976 — Только сегодня
- 1982 — Леон
- 1984 — Он женщина, друзья!
- 1992 — Удача
- 1998 — Дважды Бускила

### Сценарист
- 1979 — Только сегодня 2
- 1987 — Si tu vas à Rio… tu meurs
- 1988 — Talveh Li Et Ishteha

### Продюсер
- 1978 — Малыш Шрага
- 1987 — Бездельник Батито